# بندسر ملا أحمدبازار
بندسر ملا أحمدبازار (بالفارسية: بندسر ملا احمدبازار) هي قرية تقع في منطقة بولان في إيران. يقدر عدد سكانها بـ 62 نسمة بحسب إحصاء 2016.